# عقرب سوطي جزري
عقرب سوطي جزري (الاسم العلمي: Thelyphonus insulanus) هو نوع من العنكبوتيات يتبع جنس العقرب السوطي من الفصيلة العقارب السوطية.